# Jubees
Les Jubees són un tipus d'hàbitat rural dispers localitzat al municipi de la Vall de Laguar, a la Marina Alta. Es troben assentades a l'extrem Nord-est del riu Girona. El topònim de les Juvees fa referència a antigues casetes de camp que històricament foren utilitzades com a llar en temps de recol·lecta, actualment algunes estan en runes i altres reconstruïdes. Els pobladors de la vall distingiren entre les Jubees d'Enmig i les Jubees de Dalt.
Actualment els cultius que apareixen al seu voltant estan mig abandonats, fruit del difícil accés a les terres, ja que els camins que hi ha es destinaren al transport de productes agrícoles mitjançan animals de càrrega. L'animal que més utilitzaven era el ruc. Aquest camí s'utilitza per fer senderisme i se'l coneix com a PR-CV 147.